# Philipp Johann Tilemann
Philipp Johann Tilemann, auch Schenck genannt, (* 11. November 1640 in Bückeburg; † 26. Dezember 1708 in Marburg) war ein deutscher Schriftsteller und Marburger Theologieprofessor für Dogmatik.

## Leben
Der Vater war schaumburgischer Rat und später Senator in Bremen. Dort ging Tilemann zur Schule, studierte dann in Rinteln, Groningen, Franeker und Leyden, bereiste die spanischen Niederlande, Frankreich, Italien und England und promovierte 1667 zum Dr. theol. an der Universität in Franeker. Als Prediger der französischen Gemeinde in Bremen kam erstmals sein Talent als Erbauungs-Schriftsteller zur Geltung als Verfasser des Gebetbuchs Tägliche Opfer der Christen in geistreichen Andachten und schönen Seel-rührenden Gebehten auf alle Morgen und Abend der gantzen Woche gerichtet (Bremen 1673). Das Buch enthält alttestamentliche Gedankenanstöße von einfacher religiöser Haltung. Ganz ohne Dogmatik, knüpfte Tilemann dabei an alltägliche Situationen an. Gelegentlich ließ er die Seele auftreten, die im Sinne der damaligen Mystik nach ihrem Bräutigam (Christus) schmachtet.
Eigenartiger zeigte sich Tilemanns Talent in den 1680 erschienenen Sechzehn Stuffen des Gnadenthrons Jesus Christus, begreiffend acht Vorbereitungen und soviel Danksagungen auff jedweden Tag in der Wochen vor und nach dem Brauch des Hl. Abendmahls. Dennoch erlebte es fünf Auflagen und noch 1755 eine Übersetzung ins Rätoromanische.
Als Vorbild diente dem nunmehrigen Hofprediger der Herzogin Sophie Elisabeth von Braunschweig und Lüneburg in Lüchau offenbar die Mystik im 4. Buch der "tjo 0llrjsti": Wie dort findet ein Zwiegespräch zwischen Christus und der Seele statt, doch die Vereinigung mit Christus wird nur auf die Vergebung der Sünden bezogen. Die Fülle der stets wechselnden Bilder erstaunt, besonders weil diese Betrachtungen laut Vorrede in nur acht Tagen aufgezeichnet wurden.
Von Lüchau kam Tilemann 1676 an das Gymnasium zu Hamm, dann 1685 als Professor der Theologie an der Universität Marburg und Prediger der reformierten Gemeinde der dortigen Gemeinde. Schon in Hamm schrieb er einige exegetische und dogmatische Abhandlungen. Aus Marburger Vorlesungen entstanden eine Abhandlung O Agapis (1690), ein Abriss der Dogmatik und ein Commentar zum Judasbrief (1692). Seine Schriften zeichneten sich aus „durch Ausscheidung alles Ueberflüssigen und präcise, auf den praktischen Gebrauch berechnete Zusammenfassung“ [Beß]. Als Dogmatiker war er strenger Prädestinatianer, aber mit der praktischen Tendenz eines Voetius (1589–1676) und beeinflusst von Coccejan. In einer Abhandlung „temporum mutatio...“ trat er für die Kalenderreform (Gregorianischer Kalender) ein. Gegen den Stader Prediger Johann Faes verteidigte er den Satz, dass Christus das Abendmahl mitgenossen habe. In Marburg kämpfte er vehement gegen die Cartesianer, besonders seinen Kollegen Georg Otho, der wegen dieses Zwistes sogar vom Abendmahl ausgeschlossen wurde, erhielt aber von Landgraf Karl eine Ermahnung zur Verträglichkeit. 1691 wurde Tilemann zum Rektor der Universität in Marburg gewählt und bewährte sich offenbar, denn nach seinem Tod am 26. Dezember 1708 widmete ihm der einstige Gegner Otho ein Lobgedicht.

## Familie
Philipp Johann Tilemann war ab dem 9. März 1677 mit Sybilla Christine, Tochter des Freiherrn Balthasar von Schrauttenbach gen. Weitolshausen, und in zweiter Ehe seit dem 24. August 1693 mit Susanne, Tochter des pfälzischen Residenten in Frankfurt am Main, Abraham Schellecke, verheiratet.
Seine Tochter Dorothea Eleonore heiratete 1711 den Hochschullehrer Johann Wilhelm Waldschmiedt.
Aus seiner zweiten Ehe hatte Tilemann einen Sohn Johann, geboren in Marburg am 18. März 1691. Dieser wurde im Jahre 1720 dort Professor der Ethik und Politik, zog sich aber 1747 auf sein Landgut in Schiffelbach zurück, in dessen Besitz er durch Heirat mit einer Tochter oder Enkelin des Generalleutnants Johann ufm Keller gelangt war.